# Kaniasso
Kaniasso è una città, sottoprefettura e comune della Costa d'Avorio, situata nella regione di Folon. È capoluogo dell'omonimo dipartimento e conta una popolazione di 13 600 abitanti (censimento 2014).